# Dolionowie
W mitologii greckiej lud zamieszkujący wyspę Propontis. Królem ich był Kyzikos, który prowadził wojnę z Pelazgami. Gościł u siebie Argonautów, którzy oczekiwali na wiatr. Gdy w końcu wyruszyli, zastał ich sztorm, co spowodowało, iż przypadkowo powrócili na wyspę Propontis. Kyzikos myśląc, że zaatakowli go Pelazgowie napadł nocą na Argonautów. Został zabity przez Jazona.